# Abborragölen (Hjortsberga socken, Blekinge)
Abborragölen är en sjö i Ronneby kommun och Karlskrona kommun i Blekinge och ingår i Nättrabyån-Ronnebyåns kustområde.